# Демболенцкий, Войцех
Войцех Демболенцкий (пол. Wojciech Dębołęcki; 1585—1646) — польский писатель, хроникёр и композитор начала XVII века, монах-францисканец, доктор богословия.

## Биография
Родился в шляхетской семье. В юности получил хорошее образование, знал латынь, учился в францисканской школе в Кракове. В 1603 году вступил в орден, с 1605 года жил в монастыре в Ополе, в 1611 или 1612 годах был рукоположен.
В 1615 году проповедовал в Калише. Член львовского капитула. В 1617 году отправился в Хелмно, и, вероятно, в конце 1617 года покинул Польшу, направляясь в Венецию и Рим, где получил степень бакалавра. Два года провёл в Италии: на обратном пути на родину, некоторое время жил в Оломоуце, где основал Товарищество христианских воинов.
В 1621—1622 гг. служил капелланом лисовчиков, легендарного подразделения лёгкой кавалерии, которое во время Тридцатилетней войны находилось на службе у императора Священной Римской империи. Вместе с ними сражался в Венгрии, а после раскола лисовчиков отправился в Рим, чтобы продолжить учёбу и получить докторскую степень по богословию (1623—1625).
В 1626 году он поселился в Каменец-Подольске, где основал организацию, которая занималась выкупом христиан, попавших в плен к туркам и татарам. По некоторым данным, репутация Демболенцкого была сомнительной, и, чтобы очистить своё имя от обвинений, он вновь отправился в Рим, оставаясь там в 1630—1632 годах. Вернувшись в Польшу, поселился во Львове. Служил проповедником Львовского францисканского монастыря. В 1643 году стал провинциалом Русского воеводства и получил титул историка и летописца Ордена.

## Творчество
Современники считали его гением. Лучшее его сочинение — исторический рассказ о походе А. Лисовского, под заглавием «Przewagi Elearów polskich, со ich niegdy lisowczykami zwano» (1623).
Громкую известность он приобрел другим сочинением «Wywód jednowładnego państwa świata» (1633), в котором в духе идей сарматизма серьёзно доказывает, что первые люди говорили по-польски и что все языки света произошли из польского, что престол мира из Ливана был перенесен в Польшу, в результате чего поляки — преемники скифов и, как самые старые люди на свете, наследуют политическую власть над миром. В духе сарматской идеологии он утверждал, что славянский язык происходит от сирийского языка, на котором говорили Адам, Ной, Сим и Яфет и поэтому старше греческого, латинского и других языков.

## Избранные сочинения
- Ad… Bernardum Macieiovium episcopum cracoviensem… Cracoviam primum advenientem gratulatio augurelliana, Краков, 1600,
- Benedictio mensae cum gratiarum actione, Торунь, 1616,
- Completorium Romanum, Венеция, 1618,
- Kazanie o św. Monice, 1619,
- Przewagi elearów polskich, co ich niegdy lisowczykami zwano, Познань, 1623,
- Summula statuorum communionis… pro redemptione captivorum, Варшава, 1626,
- Wywód jedynowłasnego państwa świata, Варшава, 1633,
- Obiecadło polskie dla mądrych Polaków,
- Effigies virorum celebrium,
- List o lisowczykach (под псевдонимом: Habspert Nickel),
- Żywot kozaków lisowskich (под псевдонимом: Bartłomiej Zimorowic),
- Deklaracja abo objaśnienie kart kozackich (под псевдонимом: Nikodem Niebylski) ,
- Wiersze o lisowczykach (анонимно),
- Kopia listu utrapionej Ojczyzny do lisowczyków (под псевдонимом: Maciej Żołęcki),
- Pieśni o cnych kozakach lisowskich (анонимно).

Как композитор одним из первых стал использовать генерал-бас. Из его музыкальных произведений сохранились лишь: «Benedicto mensae oraz niekompletne» и «Completorium».
Его религиозные музыкальные барокковые произведения основаны на традициях эпохи Возрождения.